# Grand Prix Francie 1978
Grand Prix Francie 1978 (oficiálně 64e Grand Prix de France) se jela na okruhu Circuit Paul-Ricard v Le Castellet, Var ve Francii dne 2. července 1978. Závod byl devátým v pořadí v sezóně 1978 šampionátu Formule 1.

## Závod
| Poř.   | No. | Jezdec                | Konstruktér        | Počet kol | Čas/Odstoupení | Pořadí na startu | Body |
| ------ | --- | --------------------- | ------------------ | --------- | -------------- | ---------------- | ---- |
| 1      | 5   | Mario Andretti        | Lotus-Ford         | 54        | 1:38:51.92     | 2                | 9    |
| 2      | 6   | Ronnie Peterson       | Lotus-Ford         | 54        | + 2.93         | 5                | 6    |
| 3      | 7   | James Hunt            | McLaren-Ford       | 54        | + 19.80        | 4                | 4    |
| 4      | 2   | John Watson           | Brabham-Alfa Romeo | 54        | + 36.88        | 1                | 3    |
| 5      | 27  | Alan Jones            | Williams-Ford      | 54        | + 41.81        | 14               | 2    |
| 6      | 20  | Jody Scheckter        | Wolf-Ford          | 54        | + 54.53        | 7                | 1    |
| 7      | 26  | Jacques Laffite       | Ligier-Matra       | 54        | + 54.74        | 10               |      |
| 8      | 35  | Riccardo Patrese      | Arrows-Ford        | 54        | + 1:24.88      | 12               |      |
| 9      | 8   | Patrick Tambay        | McLaren-Ford       | 54        | + 1:27.06      | 6                |      |
| 10     | 3   | Didier Pironi         | Tyrrell-Ford       | 54        | + 1:29.98      | 16               |      |
| 11     | 16  | Hans-Joachim Stuck    | Shadow-Ford        | 53        | + 1 kolo       | 20               |      |
| 12     | 12  | Gilles Villeneuve     | Ferrari            | 53        | + 1 kolo       | 9                |      |
| 13     | 9   | Jochen Mass           | ATS-Ford           | 53        | + 1 kolo       | 25               |      |
| 14     | 31  | René Arnoux           | Martini-Ford       | 53        | + 1 kolo       | 18               |      |
| 15     | 36  | Rolf Stommelen        | Arrows-Ford        | 53        | + 1 kolo       | 21               |      |
| 16     | 10  | Keke Rosberg          | ATS-Ford           | 52        | + 2 kola       | 26               |      |
| 17     | 19  | Vittorio Brambilla    | Surtees-Ford       | 52        | + 2 kola       | 19               |      |
| 18     | 11  | Carlos Reutemann      | Ferrari            | 49        | + 5 kol        | 8                |      |
| Ret    | 30  | Brett Lunger          | McLaren-Ford       | 45        | Motor          | 24               |      |
| Ret    | 14  | Emerson Fittipaldi    | Fittipaldi-Ford    | 43        | Zavěšení       | 15               |      |
| Ret    | 18  | Rupert Keegan         | Surtees-Ford       | 40        | Motor          | 23               |      |
| Ret    | 33  | Bruno Giacomelli      | McLaren-Ford       | 28        | Motor          | 22               |      |
| Ret    | 1   | Niki Lauda            | Brabham-Alfa Romeo | 10        | Motor          | 3                |      |
| Ret    | 4   | Patrick Depailler     | Tyrrell-Ford       | 10        | Motor          | 13               |      |
| Ret    | 17  | Clay Regazzoni        | Shadow-Ford        | 4         | Elektronika    | 17               |      |
| Ret    | 15  | Jean-Pierre Jabouille | Renault            | 1         | Motor          | 11               |      |
| DNQ    | 37  | Arturo Merzario       | Merzario-Ford      |           |                |                  |      |
| DNQ    | 22  | Derek Daly            | Ensign-Ford        |           |                |                  |      |
| DNQ    | 25  | Héctor Rebaque        | Lotus-Ford         |           |                |                  |      |
| Zdroj: |     |                       |                    |           |                |                  |      |

## Průběžné pořadí po závodě
Pohár jezdců
| Pořadí | Jezdec            | Body |
| ------ | ----------------- | ---- |
| 1      | Mario Andretti    | 45   |
| 2      | Ronnie Peterson   | 36   |
| 3      | Niki Lauda        | 25   |
| 4      | Patrick Depailler | 23   |
| 5      | Carlos Reutemann  | 22   |
| Zdroj: |                   |      |

Pohár konstruktérů
| Pořadí | Konstruktér        | Body |
| ------ | ------------------ | ---- |
| 1      | Lotus-Ford         | 58   |
| 2      | Brabham-Alfa Romeo | 34   |
| 3      | Tyrrell-Ford       | 25   |
| 4      | Ferrari            | 22   |
| 5      | McLaren-Ford       | 11   |
| Zdroj: |                    |      |